# Damias rufobasalis
Damias rufobasalis är en fjärilsart som beskrevs av Rothschild 1915. Damias rufobasalis ingår i släktet Damias och familjen björnspinnare. Inga underarter finns listade i Catalogue of Life.